# (4810) Ruslanova
(4810) Ruslanova ist ein Asteroid des Hauptgürtels, der am 14. April 1972 von der russischen Astronomin Ljudmila Iwanowna Tschernych am Krim-Observatorium (IAU-Code 095) in Nautschnyj entdeckt wurde.
Der Asteroid ist nach der sowjetischen Folkloresängerin Lidija Andrejewna Ruslanowa (1900–1973) benannt.